# Údol
Údol je obec na Slovensku v okrese Stará Ľubovňa.

## Poloha
Obec se nachází v údolí řeky Poprad, která protéká směrem na jih od obce. Na jihu sousedí s obcí Plaveč, na východě s obcí Orlov, na severu s obcí Matysová a na západě s obcí Plavnica. Rovina se rozprostírá jedině po obou stranách řeky Poprad. Žije zde 367 obyvatel.

## Kostel sv. Demetria mučedníka
Farní kostel svatého Demetria mučedníka byl postaven roku 1866, je chrámem Řeckokatolické církve. Jedná se o jednolodní stavbu s půlkruhovým presbytářem a výraznou hranolovou věží.